# Cineraria deltoidea
Cineraria deltoidea es una planta con flores de la familia Asteraceae y del género Cineraria, que también está emparentado con el gigante Dendrosenecio de África Oriental.

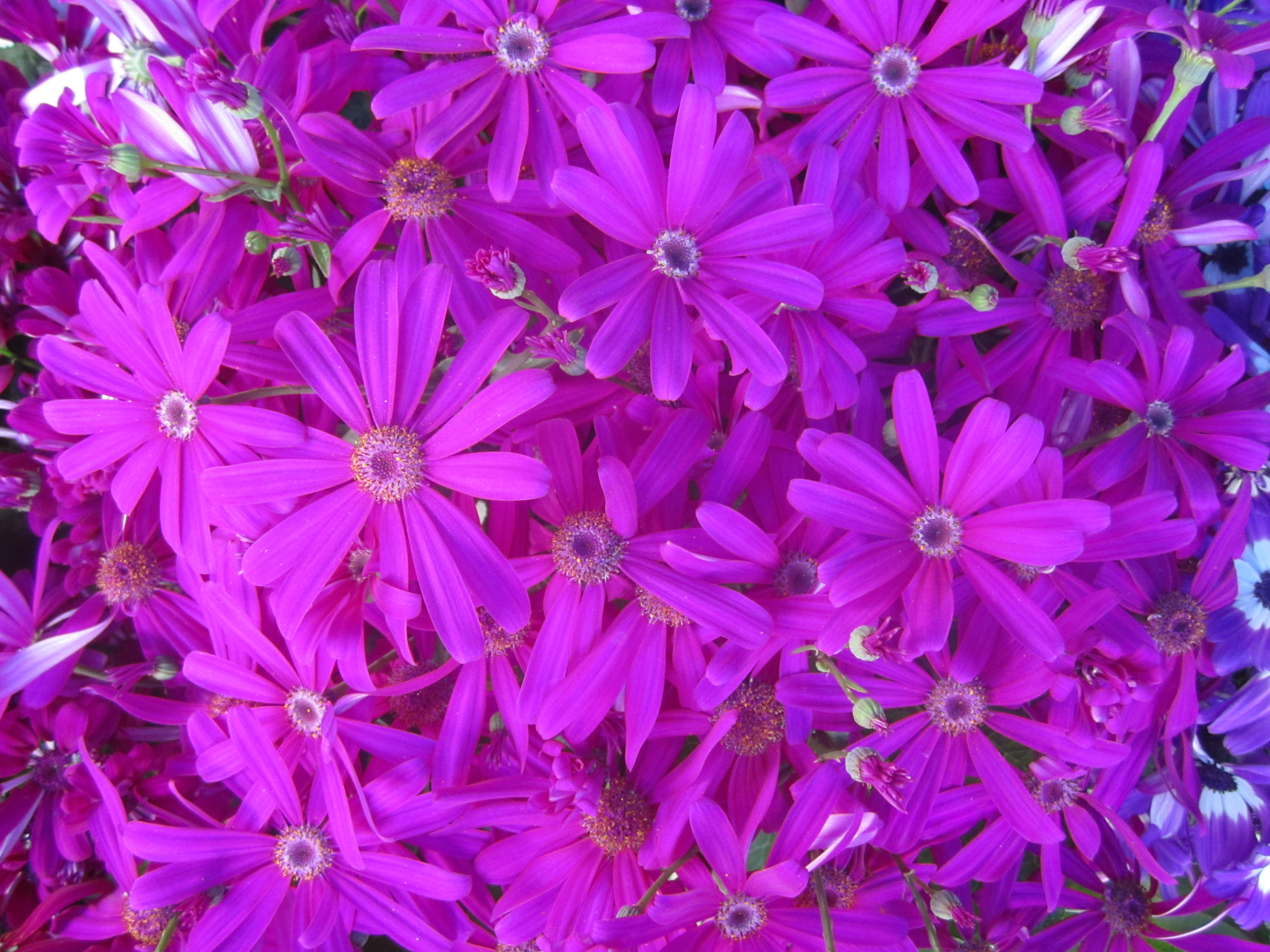
Flores en detalle.

## Descripción
Puede crecer recta, pero generalmente lo hace de forma rastrera, Cineraria deltoidea  puede variar en altura entre 16 centímetros hasta uno o incluso tres metros.
Tallos y hojasLos tallos ramificados a menudo son de color púrpura, cubiertos de mechones y densas esteras de pelos lanosos. La forma de la hoja puede ser entre ovalada y triangular. De 1 a 7 centímetros de largo y de 1 a 10 centímetros de ancho, la base tiene forma de corazón o parece cortada en la punta, de cinco a once lóbulos, a veces con dientes en las puntas. Las hojas son verdes y lisas a excepción de las venas principales que en ocasiones tienen vellosidades en la parte inferior que pueden caerse estacionalmente. El pecíolo de la hoja, de 1 a 6 centímetros de largo, a menudo es estrechamente alado y ocasionalmente tiene de uno a cuatro lóbulos oblongos pequeños.
FloresLas cabezas de las flores se pueden mantener rectas o colgando de sus tallos y raramente aparecen solas, siendo lo común que crezcan juntas en grandes cantidades formando una inflorescencia plana en la que la flor central se abre primero. Cada una con un anillo cilíndrico de ocho a catorce brácteas a modo de sépalos.
FrutosAquenios de color oscuro, menos de 4 milímetros de largo, vilanos de entre 3 y 6 milímetros de largo.

## Distribución
Cineraria deltoidea se encuentra entre las altitudes de 200 a 1650 metros y está extendida por las montañas del Rift de África Oriental, incluidas las regiones de la meseta alta de Malawi y las tierras altas orientales de Zimbabue.